# Maleševska kotlina
Maleševska kotlina, kotlina u istočnom dijelu Sjeverne Makedonije. Poznati gradići koje se nalaze u ovoj kotlini su Pehčevo i Berovo.